# Kvinnolistan
Ej att förväxla med Föreningen Kvinnolistan

Women's List - Kvennalistinn

Kvinnolistan (Kvennalistinn) var ett feministiskt parti i Island, bildat den 13 mars 1983.
Föregångare till Kvinnolistan var Samtök um kvennaframboð, som bildats av 300 - 400 kvinnor, den 31 januari 1982. I kommunalvalet samma år erövrade man två platser vardera i fullmäktige i Islands två största städer, Reykjavik och Akureyri. 
I alltingsvalet 1983 fick Kvinnolistan 5,5 % av rösterna och tre mandat. I valet 1987 ökade man sitt röstetal till 10,1 %, vilket resulterade i att sex kvinnor fick representera listan i alltinget.
Under 1990-talet nådde Kvinnolistan aldrig samma valframgångar (fem mandat 1991 samt tre 1995) och 1998 beslutade man att gå samman med tre vänsterpartier, Alþýðuflokkurinn, Alþýðubandalagið och Þjóðvaki, och bilda det nya partiet Enhetsfronten.
En minoritet av Kvinnolistans medlemmar valde istället att, tillsammans med några alltingsledamöter från Alþýðubandalagið, stifta Vänsterpartiet - de gröna.